# 威廉·博伊斯
威廉·博伊斯（英語：William Boyce，1711年9月11日—1779年2月7日），英国作曲家，音乐学家。自幼在教堂唱诗班演唱，后来又担任管风琴师。1755年被聘为王室音乐指导，但晚年因病致聋。博伊斯是18世纪最重要的英国作曲家之一，他的作品继承了亨德尔庄严，恢弘的音乐风格，技巧精湛，并受到古典主义音乐的一定影响。他创作的许多宗教音乐至今还在礼拜仪式中运用。另外，博伊斯还编辑了珀塞尔，威廉·伯德的作品。

## 外部連結
- 威廉·博伊斯的免费乐谱，由国际乐谱典藏计划提供